# Hermann-palota (Arad)
Az aradi Hermann-palota műemlék épület Romániában, Arad megyében. A romániai műemlékek jegyzékében az AR-II-m-B-00556 sorszámon szerepel.